# Pycnosiphorus germaini
Pycnosiphorus germaini es una especie de coleóptero de la familia Lucanidae.

## Distribución geográfica
Habita en Chile.